# Біскайський міст
Біскайський міст (баск. Bizkaiko Zubia, ісп. Puente de Vizcaya) — це міст-транспортер, який з'єднує міста Португалете і Лас-Аренас (частина Гечо) в Біскайській провінції Іспанії, перетинаючи гирло річки Нервіон. Міст є об'єктом Світової спадщини ЮНЕСКО.
Місцеві жителі звичайно називають його Пуенте Колганте (буквально «підвісний міст» іспанською), що відображено і в назві офіційного сайту, хоча його структура помітно відрізняється від підвісного моста.

## Історія
Біскайський міст був побудований, щоб з'єднати два береги річки Нервіон у її гирлі. Цей найстаріший в світі міст-транспортер був побудований в 1893 році за проєктом Альберто Паласіо, одним з учнів Гюстава Ейфеля. Відповідальним за будівництво був інженер Фердинанд Джозеф Арнодін, а головним фінансистом проєкту виступив Сантос Лопес де Летона. Паласіо хотів створити міст, який би перевозив пасажирів та вантаж, але дозволяв прохід суден. Саме інженер розв'язав цю проблему з'єднання міст Португалете і Гечо, не порушуючи морське сполучення порту Більбао і без того, щоб будувати масивну споруду з довгими пандусами. Міст-транспортер Паласіо відповідав цим вимогам і міг бути побудований за розумною ціною.
Робота мосту переривалася лише один раз, на чотири роки протягом іспанської громадянської війни, коли його верхня частина була підірвана. Зі свого будинку в Португалете, Паласіо побачив свій шедевр частково зруйнованим незадовго до смерті.

## Світова спадщина
13 липня 2006 року Біскайський міст було оголошено об'єктом Світової спадщини ЮНЕСКО. В Іспанії це єдиний пам'ятник у категорії «індустріальної спадщини». ЮНЕСКО вважає, що міст є ідеальним поєднанням краси і функціональності. В ньому вперше використали поєднання технології чорних металів та нових сталевих кабелів, які стали новим форматом побудови мостів, що згодом наслідували в усьому світі.

## Діяльність

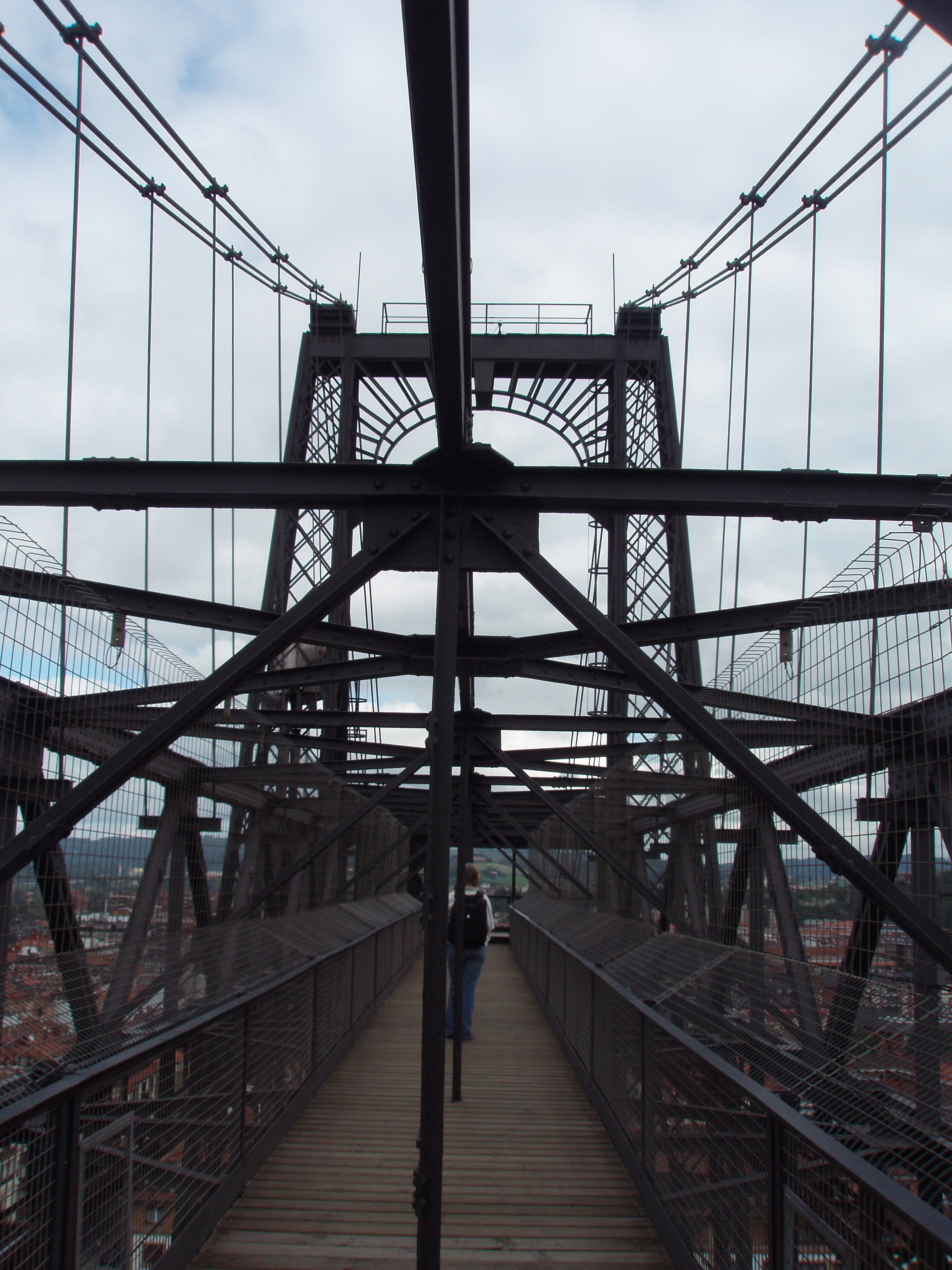
Вид уздовж верхньої частини мосту

Пропускна здатність мосту обмежена гондолою, яка може перевезти шість автомобілів і кілька десятків пасажирів через річку за півтори хвилини. Гондола починає рух кожні 8 хвилин протягом дня (кожну годину вночі) і працює цілий рік. Існують різні тарифи для денного і нічного перевезення, і вони інтегровані в систему оплати транспорту Більбао «Creditrans» (зараз «Барік»). За оцінками, міст перевозить приблизно чотири мільйони пасажирів і півмільйона транспортних засобів на рік.
З часу встановлення двох нових ліфтів для відвідувачів у 50-метрових опорах мосту, вони можуть здійснити прогулянку платформою мосту, звідки відкривається чудовий вигляд на порт і затоку Абра.

## Архітектура
Споруда складається з чотирьох веж заввишки 61 метр, які є опорами і стоять на берегах річки. В остаточному проєкті вирішено було використовувати дві горизонтальні балки для підтримки рейок; балки утримуються на чотирьох стовпах, які стоять на чотирьох вежах, які розташовані на березі річки. Вежі паралельні до річки і закріплені залізними тросами до поперечини між ними та тросами завдовжки 110 м до бетонних блоків на пагорбі позаду моста (бік Португалете) і на землі (бік Лас-Аренас). Верхня поперечина лежить горизонтально між двома вежами на 70 тросах. Вони також допомагають підтримувати велику частину ваги і підтримуються консолями, які допомагають збалансувати вагу. Гондола завдовжки 25 м звисає з 36-колісного рухомого механізму, який рухається по рейках по горизонтальній перекладині.
Міст виготовлений з заліза, більшість з якого була видобута на шахтах Біскайської провінції, що збільшило видобувну і транспортну галузі. Тому міст був також символом настання нової індустріальної ери в регіоні.

## Зображення

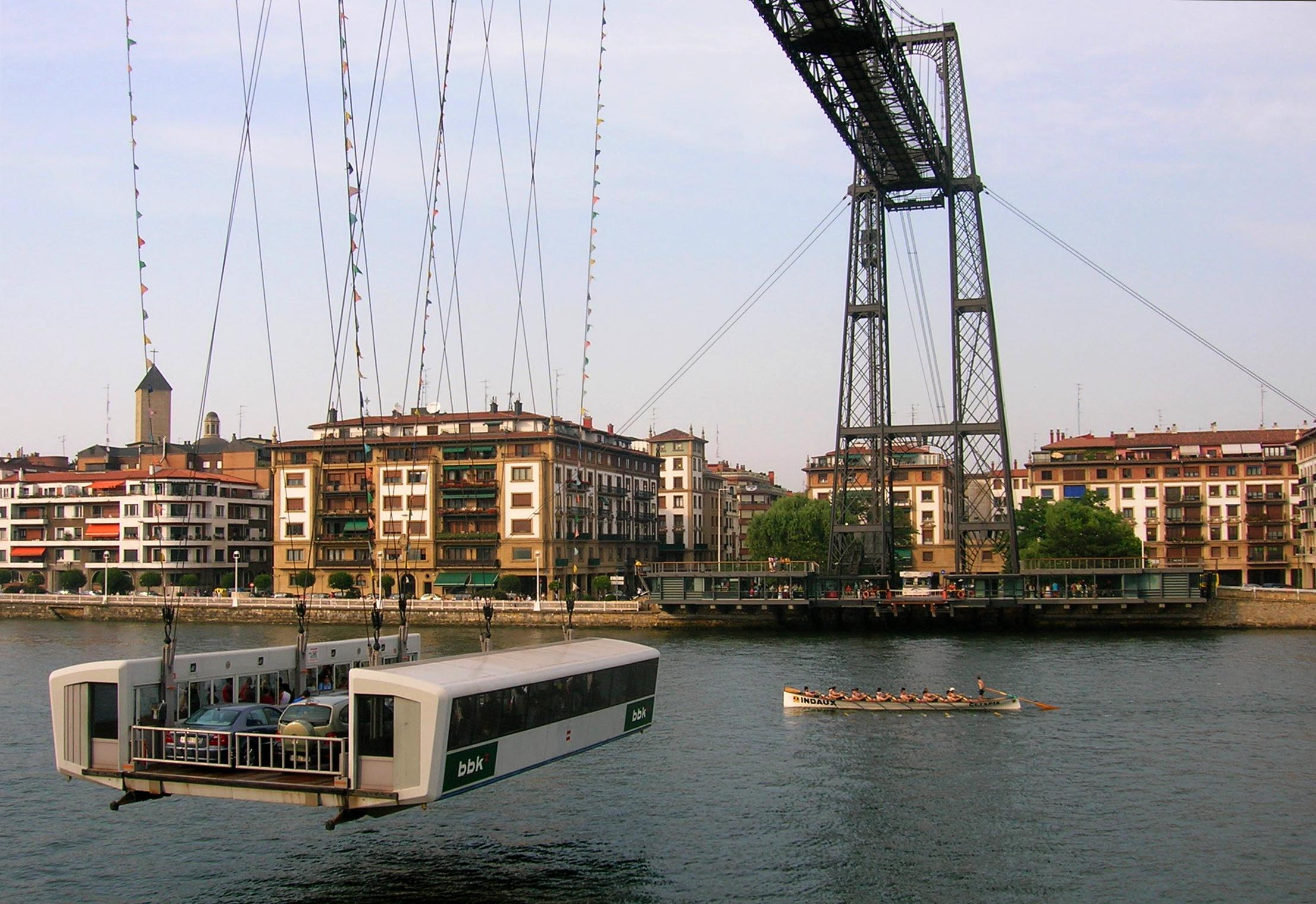
Вид на гондолу моста
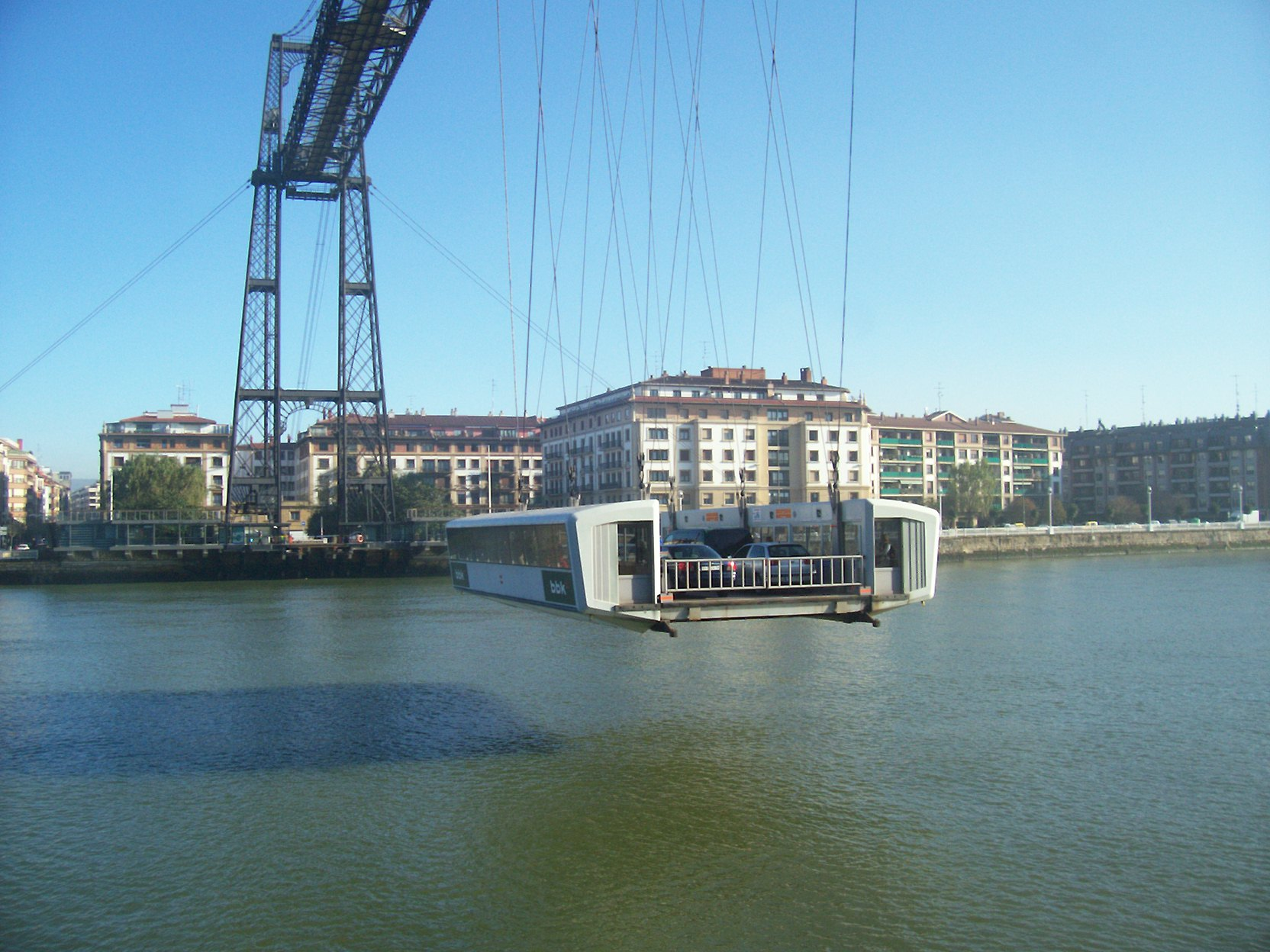
Гондола в роботі
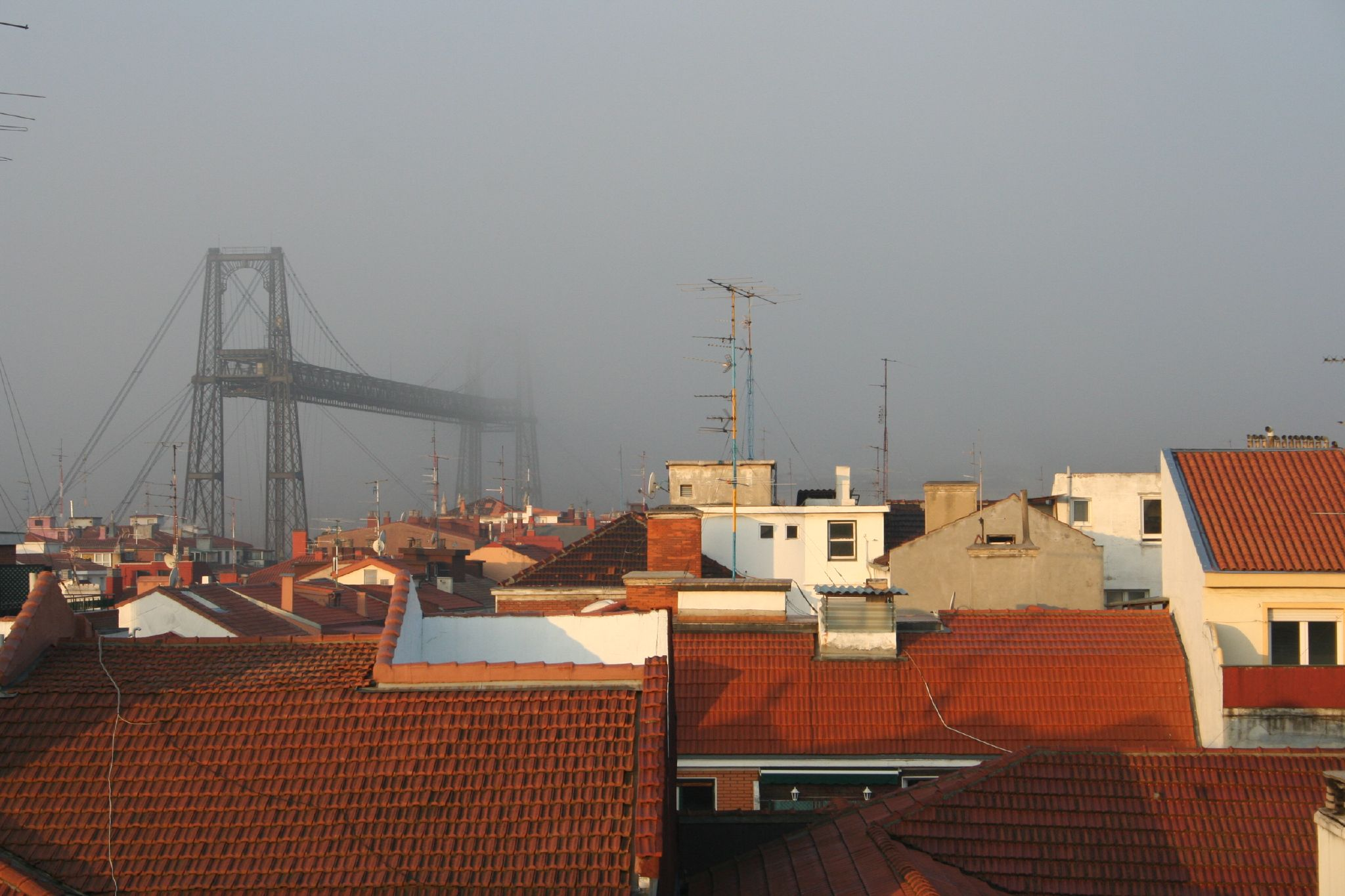
Міст у тумані, вид з Португалете.